# Erik Lund (professor)
 For alternative betydninger, se Erik Lund. (Se også artikler, som begynder med Erik Lund)
Erik Lund (født 25. januar 1967) er dansk professor ved Institut for Materialer og Produktion ved Aalborg Universitet. Hans forskning omhandler blandt andet ingeniørmæssig mekanik indenfor design optimering, beregningsmæssig mekanik, finite element-metoden, kompositstrukturer, vindenergi og design af sensitivitetssanalyser.

## Uddannelse og karriere
Erik Lund blev naturvidenskabelig student i 1986 fra Holstebro Gymnasium og færdiggjorde sin civilingeniør i mekanik og produktion ved Aalborg Universitet i 1991. Han blev ph.d. indenfor samme område i 1994.
Efterfølgende blev Erik Lund fastansat ved Institut for Materialer og Produktion ved Aalborg Universitet, hvor han løbende har haft flere forskellige stillinger. Erik Lund modtog i 2012 titlen som professor indenfor ”Solid and Computational Mechanics”.

## Forskning
Erik Lund har løbende været med i flere forskningsprojekter, blandt andet som medlem af det tekniske lederteam og hovedforsker for projektet “Danish Centre for Composite Structures and Materials for Wind Turbines”, som var sponsoreret af Det Strategiske Forskningsråd i perioden 2010-2017.
Erik Lund var desuden medlem af lederteamet og hovedforsker (2015-2018) for IF projektet, "OPTI_MADE_BLADE", sponsoreret af Innovationsfonden.
Erik Lund har i løbet af sin karriere udgivet 230+ publikationer,

## Priser
- ISSMO/Springer Prisen for unge forskere (2001)
- Ingeborg og Leo Dannins Legat for Videnskabelig Forskning (2010)[8]
- Årets underviser ved det Teknisk-Naturvidenskabelige Fakultet, AAU (2011)[9]
- Årets underviser ved Studienævnet for Industri og Global Forretningsudvikling, AAU (1998, 2003, 2006, 2011 and 2012)[9]
- Årets underviser ved Aalborg Universitet – modtager af Det Obelske Familiefonds Uddannelsespris (2012)[10]
- Årets underviser ved Studienævn for Mekanik og Fysik, AAU (2020)[11]
- Årets underviser ved Det Ingeniør- og Naturvidenskabelige Fakultet, AAU (2020)[11]